# Srbské hnutí obnovy
Srbské hnutí obnovy (zkráceně СПО (SPO)) je politická strana v Srbsku, která byla založena v roce 1990 v Bělehradě. Předsedou strany je od jejího založení spisovatel a politik Vuk Drašković.

## Program
Srbské hnutí za obnovu je národní, libertariánská strana středopravé, liberální, monarchistické, tradicionalistické a křesťanskodemokratické orientace. Zakládá si na evropských hodnotách a výrazném prozápadním politickém směřování.

### Monarchismus
Stojí za návratem Srbska k předkomunistickým kořenům, odkud pochází i název strany. Obnova podle strany znamená „znovunastolení parlamentní monarchie v čele s dynastií Karađorđevićů, zachování a zdůraznění srbské národní identity a národní tradice, kultury a historie, založení společnosti na křesťanských a rodinných hodnotách a návrat k liberální a státotvorné strategii Srbského království a Království Jugoslávie“.

### Evropská orientace
Základním programovým principem Srbského hnutí za obnovu je Srbsko na Západě. SPO prosazuje bezpodmínečný a co nejrychlejší vstup Srbska do Evropské unie a NATO. Podle SPO by tyto kroky měly navíc vést k přijetí evropských standardů a hodnot v politickém životě, právním řádu, ekonomice a sociálním systému a celkové modernizaci a demokratizaci společnosti. Pokud jde o otázku Kosova, hnutí usiluje o přijetí nové státní strategie vůči Kosovu.

### Nacionalismus podle SPO
Předseda strany Vuk Drašković sám sebe označuje za „osvíceného a odpovědného srbského nacionalistu, který klade důraz na politiku míru, rozvoj všestranných dobrých sousedských vztahů a vzájemného respektu se všemi balkánskými zeměmi jako jedinou správnou podobu srbského nacionalismu a vlastenectví v dnešní době.“ Často zdůrazňuje význam oficiální omluvy nejvyšších představitelů státu Srbsko, ale také otevřeného brandingu, vyjádření lidského soucitu a upřímného pokání ze strany srbské politické a intelektuální elity a celé srbské veřejnosti. Šéf hnutí zároveň hovoří o tom, že je třeba, aby celá veřejnost Chorvatů, Bosňáků a Albánců byla určována stejným způsobem podle jejich zločinů spáchaných na Srbech v posledním desetiletí 20. století. Drašković trvá na tom, že by měl být s cílem všeobecného regionálního usmíření realizován proces podobný denacizaci, který byl v Německu po druhé světové válce.

## Symboly
Symbolem SPO je ruka se třemi zdviženými a roztaženými prsty. Vlajka SPO je světle modrá, královská, uprostřed se znakem SPO.
Znak strany je prezentován na pozadí srbské trikolóry, na které jsou tři stylizovaná písmena azbuky:
- „С“ symbolizující brýle ze srbského státního znaku;
- „П“, které symbolizuje srbskou národní čepici — šajkača;
- "О", které symbolizuje srdce a slzu.

## Sněm SPO
Sněm je nejvyšším orgánem Srbského hnutí za obnovu. Dosud se konalo šest sněmů: 1990, 1993, 1997, 2001, 2005, 2010 a 2015.
Poslední sněm SPO konaný v prosinci 2015 se jmenoval Roadmap a bylo na něm přijato pět programových prohlášení a Vuk Drašković byl znovu zvolen předsedou strany.

## Historie

### Začátky
Mirko Jović a Vuk Drašković 6. ledna 1989 založil Srbskou lidovou obnovu. Brzy došlo k rozkolu mezi nimi a Draškovićem se svým odtrženým křídlem SNO a spolu s Vojislavem Šešeljem, který vedl Srbské hnutí za svobodu, 14. března 1990 založil Srbské hnutí obnovy. Nedlouho poté došlo k oddělení Šešeljova proudu, ze kterého vzniklo Srbské Četnické hnutí a později Srbská radikální strana.

### Srbská garda
V prvních letech válek v Chorvatsku a Bosně a Hercegovině SPO organizovala polovojenskou formaci Srbské gardy, jejíž velitelé byli Đorđe Božović Giška a Branislav Matić Beli. Beli byl zabit 4. srpna 1991 před jeho domem v Bělehradě. Vrahové nebyli nikdy odhaleni, ale existuje podezření, že atentát provedla Státní bezpečnost na příkaz Slobodana Miloševiče. Giška byl zabit 15. září téhož roku v okolí Gospiće v jednom z prvních konfliktů a velení jednotky převzal jeho zástupce Branislav Lainović Dugi. Po boji v Chorvatsku pokračovaly bojové operace ve východní části Bosny a Hercegoviny.

### Opoziční činnost v 90. letech
Od svého založení Srbské hnutí obnovy důsledně bojovalo proti autokratickému režimu Slobodana Miloševiće a vedlo silnou protiválečnou kampaň, obhajující přežití Jugoslávie alespoň v konfederativní podobě, nebo, pokud přežití nebylo možné, za její mírové odloučení.
SPO vedlo rostoucí protivládní protesty v 90. letech:
- velké protivládní demonstrace 9. března 1991
- demonstrace po Vidovdanském shromáždění v roce 1992,
- demonstrace v červnu 1993 nazvané Stop fašismu,
- velké tříměsíční demonstrace po celém Srbsku v zimě 1996/1997 jako vůdce koalice Zajedno,
- protivládní demonstrace v roce 1999 po bombardování NATO.

SPO iniciovala založení a vedla všechny hlavní opoziční koalice v posledním desetiletí 20. století.
Drašković charakterizoval brutální likvidace politických odpůrců Miloševićova režimu — opozičních vůdců, nezávislých představitelů justice a nezávislých novinářů — jako státní terorismus a útvary Státní bezpečnosti, které měly tyto likvidace na starosti, nazval „eskadrami smrti“.
Drašković zorganizoval návštěvu korunního prince Alexandra II. Karađorđeviće, jeho manželky princezny Katariny a synů princů Petra, Filipa a Alexandra v Jugoslávii v roce 1991. Byla to první návštěva členů dynastie Karađorđevićů v Jugoslávii po německé invazi v roce 1941 a odchodu tehdejších členů Královského domu.

### Účast ve federální vládě SRJ
Srbské hnutí obnovy se účastnilo federální vlády SRJ před a na začátku bombardování NATO, od ledna do dubna 1999. Vuk Drašković v té době zastával funkci místopředsedy federální vlády odpovědného za zahraniční záležitosti. SPO akceptovala účast v této vládě v čele s Miloševićovou SPS, pokud se Drašković se svou mezinárodní reputací pokusí získat od mezinárodního společenství výhodnější nabídku na řešení kosovského konfliktu a zabránit tak vojenské intervenci NATO. Vuk Drašković pak argumentoval pro přijetí závěrečného aktu z Rambouillet, což státní vedení Srbska a Svazové republiky Jugoslávie v čele se Slobodanem Miloševićem odmítlo. Poté co 24. března začala intervence NATO, SPO v dubnu opustila federální vládu.

### Období od roku 2000 do roku 2012

#### KoaliceOtřesya konflikty ve straně
Po rozhodnutí vedení Srbského hnutí obnovy vstoupit do Preokretské koalice s Liberálně demokratickou stranou a Sociálně demokratickou unií došlo na konci roku 2011 ke konfliktu uvnitř strany.
Proti návrhu na vstup do této koalice se postavili místopředsedové strany Srđan Srećković , ministr pro náboženství a diasporu, a Sanja Čeković, státní tajemnice Ministerstva pro lidská a menšinová práva, státní správu a místní samosprávu. Navrhli, aby Srbské hnutí obnovy zůstalo v koalici s Demokratickou stranou jako hlavním strategickým partnerem. Hlavní rada SPO 10. prosince 2011 odvolala Srećkoviće z funkce místopředsedy strany a předsednictvo SPO je oba 10. února 2012 po telefonickém jednání ze strany vyloučilo. Ihned po vyloučení Srećkoviće a Čekovićové oznámili vytvoření frakce Původní srbské hnutí obnovy a pokračovali ve vykonávání svých státních funkcí. Poté se poslanci v Národním shromáždění, členové Srbského hnutí obnovy, rozhodli bojkotovat práci parlamentu, dokud nebudou Srećković a Čekovićová zbaveni svých pozic ve vládě. Poslanci z řad SPO se rychle vzdali svých požadavků, vrátili se do poslaneckých lavic a umožnili volbu člena Vrchní rady soudnictví a náměstků státních zástupců.
Dne 25. února 2012 rozhodla hlavní rada SPO o účasti Srbského hnutí za obnovu v parlamentních, zemských a místních volbách 6. května 2012 jako součást koaliční listiny Čedomir Jovanović — Reversal.

## Volby

### Parlamentní volby
| Rok  | Lídr          | Počet hlasů | %      | # | Mandáty | ±    | Koalice       | Postavení |
| ---- | ------------- | ----------- | ------ | - | ------- | ---- | ------------- | --------- |
| 1990 | Vuk Drašković | 794,786     | 16.49% | ▲ | 19/250  | ▲ 19 | –             | Opozice   |
| 1992 | Vuk Drašković | 797,831     | 17.98% | ▼ | 30/250  | ▲ 11 | DEPOS         | Opozice   |
| 1993 | Vuk Drašković | 715,564     | 17.34% | ▲ | 37/250  | ▲ 7  | DEPOS         | Opozice   |
| 1997 | Vuk Drašković | 793,988     | 19.99% | ▼ | 45/250  | ▲ 8  | –             | Opozice   |
| 2000 | Vuk Drašković | 141,401     | 3.86%  | ▼ | 0/250   | ▼ 45 | –             | –         |
| 2003 | Vuk Drašković | 293,082     | 7.76%  | ▬ | 13/250  | ▲ 13 | SPO–NS        | Vláda     |
| 2007 | Vuk Drašković | 134,147     | 3.38%  | ▼ | 0/250   | ▼ 13 | SPO–LS–NS–ŽZK | –         |
| 2008 | Vuk Drašković | 1,590,200   | 39.25% | ▲ | 4/250   | ▲ 4  | ZES           | Vláda     |
| 2012 | Vuk Drašković | 255,546     | 6.83%  | ▼ | 4/250   | ▬ 0  | Obrat!        | Opozice   |
| 2014 | Vuk Drašković | 1,736,920   | 49.96% | ▲ | 5/250   | ▲ 1  | BKV           | Podpora   |
| 2016 | Vuk Drašković | 1,823,147   | 49.71% | ▬ | 3/250   | ▼ 2  | SP            | Podpora   |
| 2020 | Vuk Drašković | 1,953,998   | 63.02% | ▬ | 3/250   | ▬ 0  | ZND           | Podpora   |
| 2022 | Vuk Drašković | 1,635,101   | 44.27% | ▬ | 2/250   | ▼ 1  | ZMS           | Podpora   |

### Prezidentské volby
| Rok             | Kandidát          | První kolo   | První kolo   | %            | Druhé kolo   | Druhé kolo   | %            | Poznámky                         |
| --------------- | ----------------- | ------------ | ------------ | ------------ | ------------ | ------------ | ------------ | -------------------------------- |
| 1990            | Vuk Drašković     | 2.           | 824,674      | 16.95%       | —            | —            | —            |                                  |
| 1992            | Milan Panić       | 2.           | 1,516,693    | 34.65%       | —            | —            | —            | Podpora Paniće                   |
| Září 1997       | Vuk Drašković     | 3.           | 852,808      | 21.46%       | —            | —            | —            | Volby anulovány pro nízkou účast |
| Prosinec 1997   | Vuk Drašković     | 3.           | 587,776      | 15.74%       | —            | —            | —            |                                  |
| Září–říjen 2002 | Vuk Drašković     | 4.           | 159,959      | 4.49%        | —            | —            | —            | Volby anulovány pro nízkou účast |
| Prosinec 2002   | Bojkot voleb      | Bojkot voleb | Bojkot voleb | Bojkot voleb | Bojkot voleb | Bojkot voleb | Bojkot voleb | Volby anulovány pro nízkou účast |
| 2003            | Bojkot voleb      | Bojkot voleb | Bojkot voleb | Bojkot voleb | Bojkot voleb | Bojkot voleb | Bojkot voleb | Volby anulovány pro nízkou účast |
| 2004            | Dragan Maršićanin | 4.           | 414,971      | 13.47%       | —            | —            | —            | Podpora Maršićanina              |
| 2008            | Velimir Ilić      | 3.           | 305,828      | 7.57%        | —            | —            | —            | Podpora Iliće                    |
| 2012            | Čedomir Jovanović | 6.           | 196,668      | 5.27%        | —            | —            | —            | Podpora Jovanoviće               |
| 2017            | Aleksandar Vučić  | 1.           | 2,012,788    | 56.01%       | —            | —            | —            | Podpora Vučiće                   |
| 2022            | Aleksandar Vučić  | 1.           | 2,224,914    | 60.01%       | —            | —            | —            | Podpora Vučiće                   |